# Estació de Porte Maillot
L'estació de Porte Maillot és una estació de la línia 1 del metro de París i de l'RER C. Aquesta estació va substituir una altra estació amb el mateix nom, el tèrminus original de la línia 1, que va ser enderrocada i moguda el 1936.
El nom deriva d'una antiga porta al Bois de Boulogne, el nom de la qual deriva possiblement de maille ("malla").